# Macquartia obscura
Macquartia obscura là một loài ruồi trong họ Tachinidae.